# Högsåra
Högsåra est une île de l'archipel finlandais à Kimitoön en Finlande.

## Géographie
Högsåra a une superficie de 5,26 km²,.
Högsåra se trouve dans la partie sud-ouest de Kemiönsaari. 
L'île compte plusieurs plages de sable dont la baie de Sandvik, située sur la côte ouest de l'île, qui fait partie du parc national de l'archipel.

## Histoire
L'empereur Alexandre III, grand-duc de Finlande, visitait régulièrement Högsåra avec sa famille pendant les étés 1885–1894.
Le 15 juin 2008, trois éoliennes de 2 MW ont commencé à produire à Högsåra. 
Elles appartiennent à Via Wind, dont l'énergie électrique est vendue par Turku Energia.
Le musée de Junfrusund présente l'histoire de l'île d'Högsåra.

## Galerie

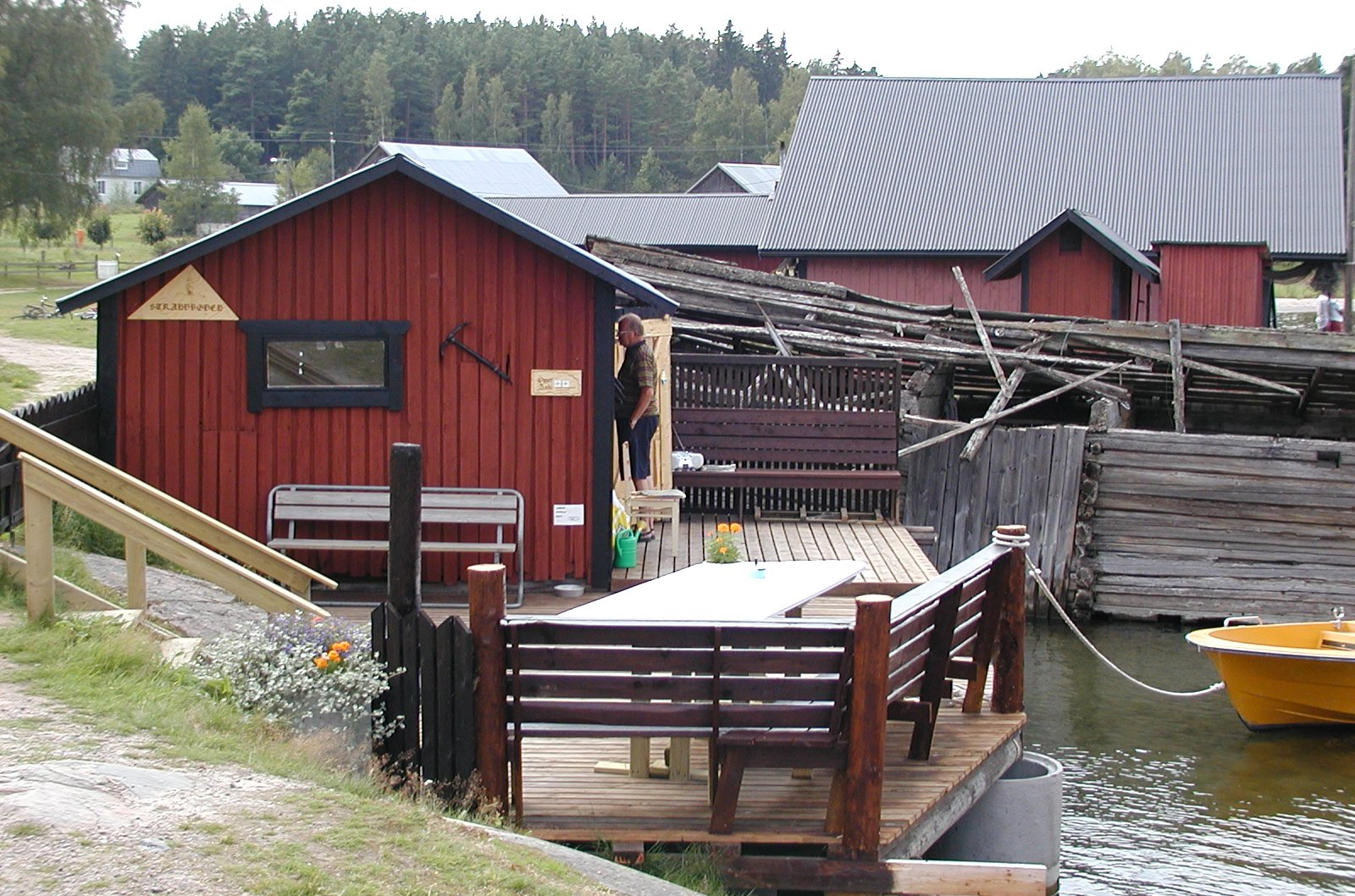
Cabanes maritimes.
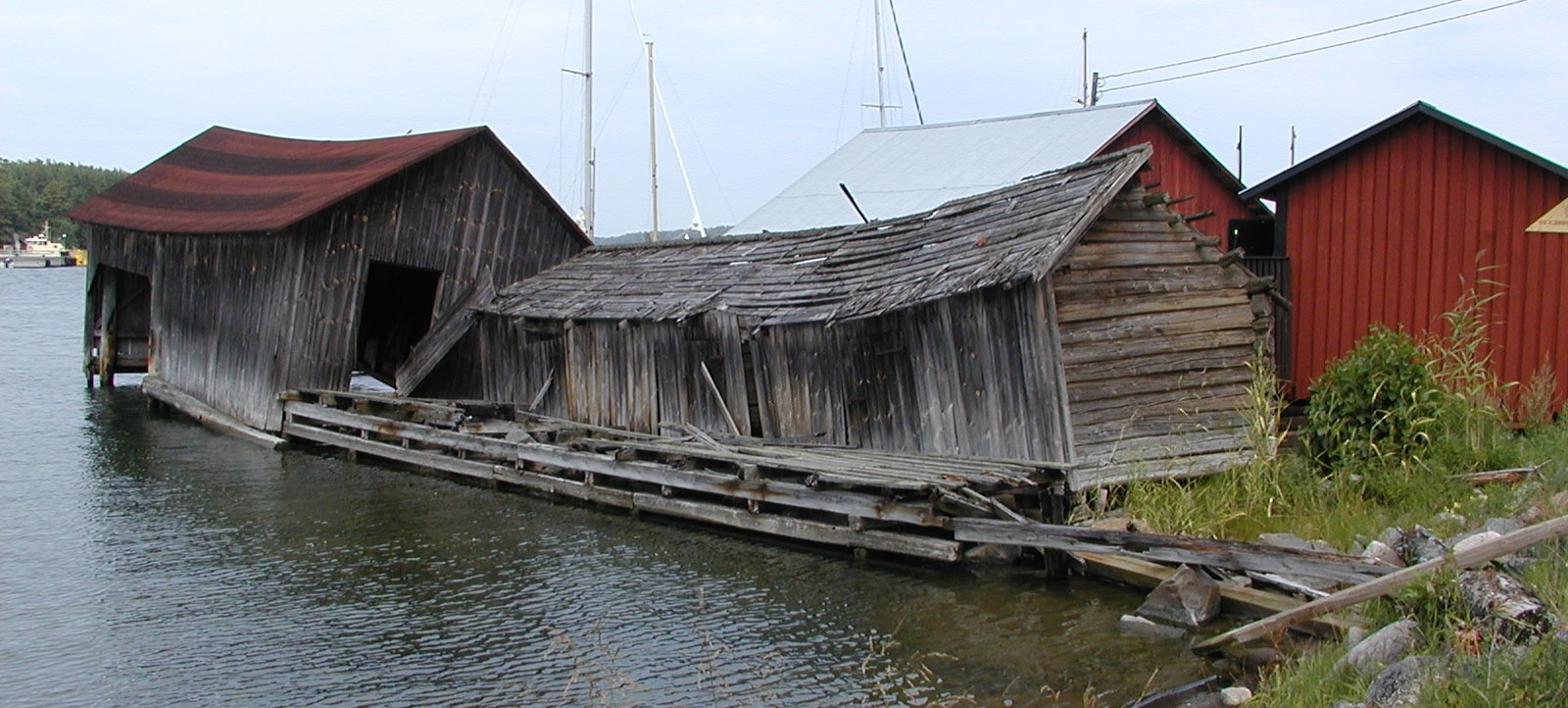
Hangar à bateaux.
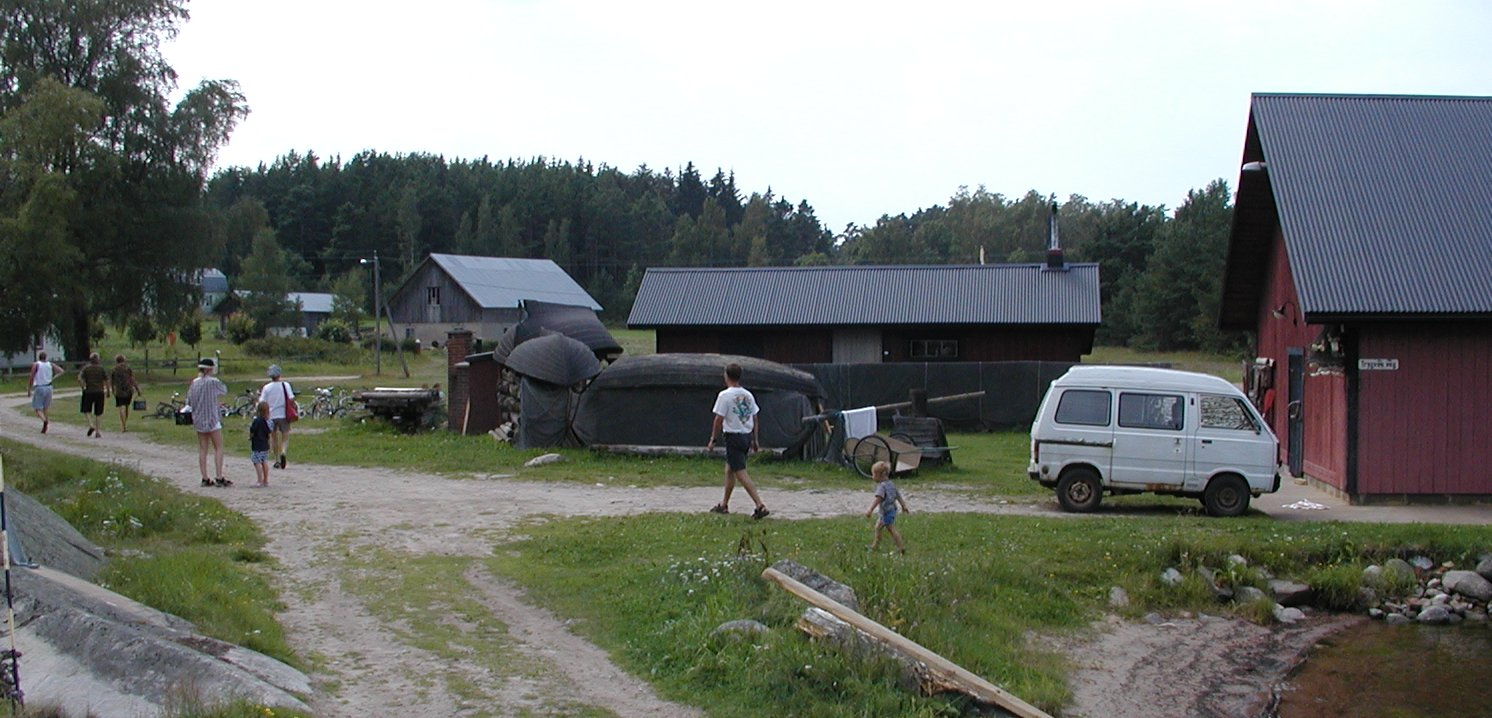
La route de Trygve.
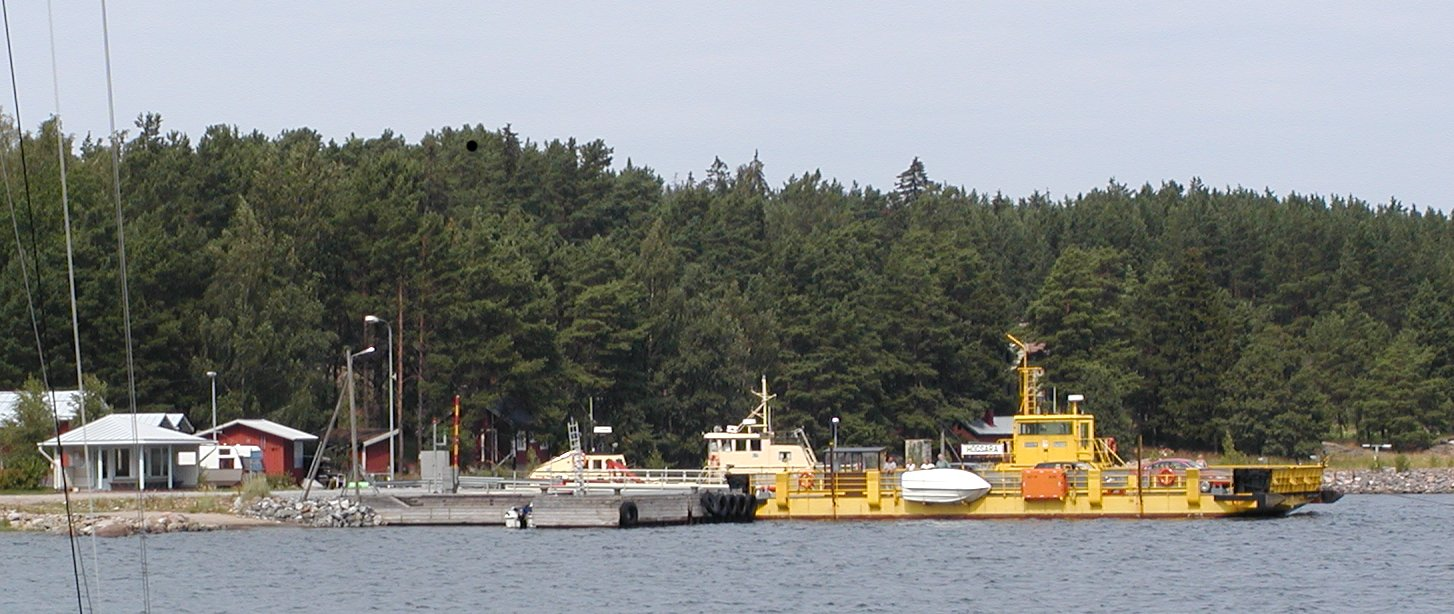
Traversier vers Svartnäs.